# Stephen Mirrione
Stephen Mirrione (comtat de Santa Clara, Califòrnia, 17 de febrer de 1969) és un editor de cinema estatunidenc. Va guanyar l'Oscar al millor muntatge per la pel·lícula Traffic (2000).

## Vida i carrera
Va assistir al Bellarmine College Preparatory i després a la Universitat de Califòrnia a Santa Cruz, on es va llicendiar el 1991. Es va traslladar a Los Angeles i va iniciar una col·laboració amb Doug Liman, que aleshores era estudiant de postgrau a la USC School of Cinematic Arts. Mirrione va editar els primers llargmetratges de Liman Getting In (1994), Swingers (1996) i Sense límit (1999), que va ser un homenatge a la pel·lícula Rashomon de 1950 d'Akira Kurosawa.
Mirrione ha tingut una notable col·laboració amb el director Steven Soderbergh. Els dos es van conèixer quan Soderbergh va assistir a la inauguració de Sense límit. Un any més tard, va demanar a Mirrione que edités Traffic (2000), que va proporcionar Mirrione un Oscar. Todd McCarthy va caracteritzar els efectes del treball de càmera i l'edició, "Soderbergh ha donat a la pel·lícula una textura tremenda, així com una immediatesa vibrant mitjançant un funcionament manual constant, utilitzant principalment llum disponible i manipulant la mirada tant en el rodatge com en el laboratori. L'edició de Stephen Mirrione., que proporciona a Traffic una forma general ben modulada, es caracteritza cada moment per retalls de salts i ritmes disparats. El resultat general és massa estilitzat per anomenar el plantejament, però la imatge sembla molt més atrapada. rodades i, per tant, molt menys escenificada que totes les altres pel·lícules americanes, excepte algunes."
Posteriorment, Mirrione va editar les tres pel·lícules d' Ocean's dirigides per Soderbergh i protagonitzades per George Clooney (Ocean's Eleven (2001), Ocean's Twelve (2004), i Ocean's Thirteen (2007)), així com a les pel·lícules de Soderbergh El confident (2009) i Contagi (2011).
Mirrione va guanyar el 2006 el premi "Eddie" dels American Cinema Editors per la seva edició de la pel·lícula Babel d'Alejandro González Iñárritu, per la qual també va ser nominada a un Oscar. Ha estat nominat quatre vegades als premis BAFTA per l'edició de Traffic, 21 grams (també dirigida per Inarritu - 2003), Bona nit i bona sort (dirigida per George Clooney el 2006) i per Babel.
Mirrione ha estat seleccionat per formar part de l'American Cinema Editors.

## Filmografia (parcial)
| Any  | Pel·lícula                             | Director                    |
| ---- | -------------------------------------- | --------------------------- |
| 1994 | Getting In                             | Doug Liman                  |
| 1995 | Monster Mash: The Movie                | Joel Cohen i Alec Sokolow   |
| 1996 | Swingers                               | Doug Liman                  |
| 1997 | Clockwatchers                          | Jill Sprecher               |
| 1999 | Sense límit                            | Doug Liman                  |
| 2000 | Traffic                                | Steven Soderbergh           |
| 2001 | Ocean's Eleven                         | Steven Soderbergh           |
| 2001 | Thirteen Conversations About One Thing | Jill Sprecher               |
| 2002 | Confessions of a Dangerous Mind        | George Clooney              |
| 2003 | 21 grams                               | Alejandro Gonzalez-Inarritu |
| 2004 | El cop de les nou reines               | Gregory Jacobs              |
| 2004 | Ocean's Twelve                         | Steven Soderbergh           |
| 2005 | Bona nit i bona sort                   | George Clooney              |
| 2006 | Babel                                  | Alejandro González Iñárritu |
| 2007 | Chacun son cinéma (segment "Anna")     | Alejandro González Iñárritu |
| 2007 | Ocean's Thirteen                       | Steven Soderbergh           |
| 2008 | Leatherheads                           | George Clooney              |
| 2009 | El confident                           | Steven Soderbergh           |
| 2010 | Biutiful                               | Alejandro González Iñárritu |
| 2011 | Els idus de març                       | George Clooney              |
| 2011 | Contagi                                | Steven Soderbergh           |
| 2012 | Els jocs de la fam                     | Gary Ross                   |
| 2013 | Osage County                           | John Wells                  |
| 2014 | The Monuments Men                      | George Clooney              |
| 2014 | Birdman                                | Alejandro González Iñárritu |
| 2015 | The Revenant                           | Alejandro González Iñárritu |
| 2017 | Suburbicon                             | George Clooney              |
| TBA  | The Midnight Sky                       | George Clooney              |

## Premis i nominacions de l'Acadèmia
- 2000 – Traffic (guanyador) Oscar al millor muntatge
- 2006 – Babel (nominat) Oscar al millor muntatge
- 2015 – The Revenant (nominat) Oscar al millor muntatge

## Altres premis i nominacions
- 2000 – Traffic (nominat) BAFTA Film Award Millor muntatge
- 2000 – Traffic (nominat) American Cinema Editors ACE Eddie Millor edició – Dramatic
- 2002 – Thirteen Conversations About One Thing (guanyador) San Diego Film Critics Society SDFCS Award Millor muntatge
- 2003 – 21 grams (nominat) Premis BAFTA Millor muntatge
- 2005 – Bona nit i bona sort (nominat) Premis BAFTA Millor muntatge
- 2005 – Bona nit i bona sort (nominat) American Cinema Editors ACE Eddie Millor edició de pel·lícula – Dramatic
- 2006 – Babel (guanyador) 59è Festival Internacional de Cinema de Canes Premi Vulcain – Premi al millor artista tècnic.[5]
- 2006 – Babel (nominat) Premis BAFTA Film Award Millor muntatge
- 2006 – Babel (guanyador) American Cinema Editors ACE Eddie Millor edició de pel·lícula – Dramatic
- 2010 – Biutiful (nominat) XXV Premis Goya Millor muntatge
- 2013 – Agost (nominat) American Cinema Editors ACE Eddie Millor edició de pel·lícula – Comedy or Musical
- 2014 – Birdman (nominat) Premis BAFTA Millor muntatge
- 2014 – Birdman (nominat) American Cinema Editors ACE Eddie Millor edició de pel·lícula – Comedy or Musical
- 2015 – The Revenant (nominat) Premis BAFTA Millor muntatge
- 2015 – The Revenant (nominat) American Cinema Editors ACE Eddie Millor edició de pel·lícula – Dramatic